# 橫濱橫須賀道路
橫濱橫須賀道路（日语：／ Yokohama-Yokosuka dōrō */?），是日本神奈川縣橫須賀市至同縣橫濱市保土谷區的收費自動車專用道路，略称「橫橫道路」（／ Yokoyoko Dōrō）、「橫橫」。
2015年，政府開始計劃建造横須賀市道坂本芦名線，預計2021年完成。

## 概要
本道路縱貫三浦半島，是國道16號的繞道，由東日本高速道路管理。道路標示以「横浜横須賀道路」強調「横」字。

## 路線資料
本線
- 起點：神奈川縣橫須賀市馬堀海岸四丁目（馬堀海岸交流道）
- 終點：神奈川縣橫濱市保土谷區狩場町（狩場交流道）
- 距離：32.7km
- 規格（日语：道路構造令）：第1種第3級
- 設計速度：80km/h
- 車道：4車道（佐原交流道 - 馬堀海岸交流道間暫時為2車道）
- 都市計畫道路名：橫濱國際港都建設計畫道路132號國道16号繞道線/逗子都市計畫道路131號東京灣岸道路/橫須賀都市計畫道路131號東京灣岸道路

橫濱新道
- 起點：神奈川縣橫濱市保土谷區狩場町（狩場交流道）
- 終點：神奈川縣橫濱市保土谷區藤塚町（新保土谷交流道）
- 距離：1.2km
- 規格：第1種第3級
- 設計速度：80km/h
- 車道：3+2車道
- 都市計畫道路名：橫濱國際港都建設計畫道路132號國道16号繞道線

金澤支線
- 起點：神奈川縣橫濱市金澤區釜利谷町（釜利谷系統交流道）
- 終點：神奈川縣橫濱市金澤區並木（並木交流道）
- 距離：4.4km
- 規格：第1種第3級
- 設計速度：80km/h
- 車道：6車道（暫時為4車道）
- 都市計畫道路名：橫濱國際港建設計畫道路131號高速灣岸線

## 歷史
- 1970年
  - 日本道路公團核准。
  - 5月30日：朝比奈交流道 - 新保土谷交流道動工[4]。
- 1973年4月10日：朝比奈交流道 - 衣笠交流道動工[5]。
- 1974年
  - 8月28日：新保土谷交流道 - 狩場交流道完工[6]。
  - 9月25日：國道16號橫濱新道新保土谷交流道 - 狩場交流道間暫時通車。（僅上行線出口開通）
- 1979年
  - 12月5日：日野交流道 - 朝比奈交流道完工，啟用時的名稱為「橫濱橫須賀道路」[7]。
  - 12月6日：收費道路「橫濱橫須賀道路」日野交流道 - 朝比奈交流道通車[8]。
- 1981年
  - 3月30日：狩場交流道 - 日野交流道完工[9]。
  - 3月31日：狩場交流道 - 日野交流道通車[10]，同時新保土谷交流道 - 狩場交流道下行線通車，直通國道16號橫濱新道。
- 1982年
  - 4月7日：朝比奈交流道 - 逗子交流道完工[11]。
  - [[4月8日：朝比奈交流道 - 逗子交流道通車[12]。
- 1983年8月16日：逗子交流道 - 衣笠交流道動工[13]。
- 1984年
  - 4月26日：逗子交流道 - 衣笠交流道完工[14]。
  - 4月27日：逗子交流道 - 衣笠交流道通車[15]。
- 1985年3月29日：釜利谷系統交流道 - 並木交流道動工[16]。
- 1988年1月1日：橫濱新道、第三京濱道路（日语：第三京浜道路）、橫濱橫須賀道路等三道路加入橫濱統一收費路線[17]。
- 1990年
  - 3月28日：衣笠交流道 - 佐原交流道完工[18]。
  - 3月29日：衣笠交流道 - 佐原交流道通車[19]，同時首都高速狩場線開通，狩場系統交流道啟用。
- 1991年
  - 3月25日：釜利谷系統交流道 - 並木交流道完工[20]。
  - 3月26日：釜利谷支線釜利谷系統交流道 - 並木交流道[21]以臨時2車道通車。
- 1997年3月27日：釜利谷支線更名為金澤支線，金澤支線以臨時4車道通車。
- 1999年：首都高速灣岸線並木 - 杉田出入口通車，連結金澤支線。金澤支線全線開通。
- 2002年：連結三浦縱貫道路（日语：三浦縦貫道路）。
- 2005年
  - 道路關係四公團（日语：道路関係四公団）民營化，移交東日本高速道路管理。
  - 9月12日：國土交通省許可佐原交流道 - 馬堀海岸交流道建設工程[22]。
- 2006年10月31日：導入ETC早晨夜間優惠[23]。
- 2009年
  - 3月19日：佐原交流道 - 馬堀海岸交流道完工[24]。
  - 3月20日：佐原交流道 - 馬堀海岸交流道通車，全線開通。

## 路線狀況
新保土谷交流道 - 狩場交流道間的正式收費道路路線名為橫濱新道。逗子交流道連結逗葉新道，橫須賀交流道連結本町山中收費道路，衣笠交流道連結三浦縱貫道路。

### 道路設施
本線 
- 圓海山隧道（上行330m，下行400m）
- 橫濱第一隧道（100m）
- 橫濱第二隧道（90m）
- 橫濱第三隧道（130m）
- 六浦隧道（190m）
- 東逗子隧道（350m）
- 大山隧道（390m）
- 池田隧道（660m）
- 吉井隧道（350m）

 金澤支線 
- 能見堂隧道（325m）
- 長濱隧道（646m）

### 交通量
平日24小時交通量（平成17年度道路交通調查）
- 新保土谷交流道 - 狩場交流道：129,912
- 狩場交流道 - 別所交流道：54,976
- 別所交流道 - 日野交流道：55,729
- 日野交流道 - 港南台交流道：48,270
- 港南台交流道 - 釜利谷系統交流道：49,873
- 釜利谷系統交流道 - 朝比奈交流道：42,215
- 朝比奈交流道 - 橫濱市、橫須賀市境：49,364
- 釜利谷系統交流道 - 堀口能見台交流道：29,614
- 堀口能見台交流道 - 並木交流道：26,389
- 逗子交流道 - 橫須賀交流道：47,096
- 橫須賀交流道 - 衣笠交流道：33,799
- 衣笠交流道 - 佐原交流道：13,921

## 通過自治體
- 神奈川縣
  - 橫須賀市 - 三浦郡葉山町 - 逗子市 - 橫濱市（金澤區-磯子區-港南區-南區-保土谷區）

## 交流道
- 編號欄背景色為■的部分為已啟用區間。設施名欄背景色為■的部分代表尚未啟用或尚未完成。
- 路線名無特別註記的為市道。

### 本線
包含馬堀海岸交流道 - 狩場交流道的「本線」與狩場交流道 - 新保土谷交流道的「橫濱新道」。
| 交流道編號                            | 設施                      | 連結道路                                    | 起點里程 (km)     | 備註                                                                      | 所在地   |
| ------------------------------------- | ------------------------- | ------------------------------------------- | ----------------- | ------------------------------------------------------------------------- | -------- |
| 保土谷繞道、東名 橫濱町田、八王子方向 |                           |                                             |                   |                                                                           |          |
|                                       | 新保土谷交流道            | 國道1號橫濱新道                             | 0.0               | 東京、小田原方向                                                          | 橫濱市   |
| 1                                     | 狩場交流道/系統交流道     | 國道1號 首都高速神奈川3號狩場線             | 1.2               |                                                                           | 橫濱市   |
| -                                     | 六川收費站                | -                                           | 3.8               |                                                                           | 橫濱市   |
| 2                                     | 別所交流道                | 橫濱市道汐見台平戶線                        | 4.5               | 大型、特大車禁止通行                                                      | 橫濱市   |
| 3                                     | 日野交流道                | 縣道21號橫濱鎌倉線                          | 8.9               |                                                                           | 橫濱市   |
| 4                                     | 港南台交流道              | 環狀3號                                     | 10.3              |                                                                           | 橫濱市   |
| 4-1                                   | 釜利谷系統交流道          | 金澤支線                                    | 12.6              | 首都高速灣岸線、東關東道方向                                              | 橫濱市   |
| 4-1                                   | 釜利谷系統交流道          | 橫濱環狀南線（圈央道） （預定2020年度通車） | 12.6              | 戶塚、橫濱湘南道路、 新湘南繞道方向                                       | 橫濱市   |
| 5                                     | 朝比奈交流道              | 縣道23號原宿六浦線                          | 14.8              |                                                                           | 橫濱市   |
| 6                                     | 逗子交流道                | 縣道24號橫須賀逗子線 逗葉新道               | 20.3              |                                                                           | 逗子市   |
| 7                                     | 橫須賀交流道              | 本町山中收費道路                            | 22.5              |                                                                           | 橫須賀市 |
| -                                     | 橫須賀停車區/智慧型交流道 | 橫須賀市道坂本蘆名線（計畫）                | 下行25.6 上行26.1 | 上行線僅連結停車區 下行線為本線直接連接型 目標2021年3月底啟用智慧型交流道 | 橫須賀市 |
| 8                                     | 衣笠交流道                | 三浦縱貫道路                                | 27.8              |                                                                           | 橫須賀市 |
| 9                                     | 佐原交流道                | 縣道27號橫須賀葉山線                        | 29.6              | 狩場方向出入口                                                            | 橫須賀市 |
| -                                     | 佐原收費站                | -                                           | 29.6              |                                                                           | 橫須賀市 |
| 10                                    | 浦賀交流道                | 縣道208號浦賀港線                           | 32.8              | 狩場方向出入口                                                            | 橫須賀市 |
| 11                                    | 馬堀海岸交流道            | 國道16號                                    | 33.9              |                                                                           | 橫須賀市 |
| 東京灣口道路（計畫中）                |                           |                                             |                   |                                                                           |          |

- 里程以橫濱新道新保土谷交流道為起點。

### 金澤支線
| 交流道編號                                                      | 設施               | 連結道路           | 起點里程 (km) | 備註                                    | 所在地 |
| --------------------------------------------------------------- | ------------------ | ------------------ | ------------- | --------------------------------------- | ------ |
| 橫濱環狀南線（圈央道）（預計2020年度通車）                      |                    |                    |               |                                         |        |
| 4-1                                                             | 釜利谷系統交流道   | 橫濱橫須賀道路本線 | 0.0           |                                         | 橫濱市 |
| -                                                               | 釜利谷收費站       | -                  |               |                                         | 橫濱市 |
| -                                                               | 金澤自然公園交流道 |                    | 0.5           | 金澤自然公園停車場專用 不與一般道路連結 | 橫濱市 |
| 4-2                                                             | 堀口能見台交流道   | 國道16號方向       | 2.9           | 釜利谷方向出入口                        | 橫濱市 |
| 4-3                                                             | 並木交流道         | 國道357號方向      | 4.2           | 釜利谷方向出入口                        | 橫濱市 |
| 首都高速(B)灣岸線橫濱公園、機場中央、東關東道成田機場、潮來方向 |                    |                    |               |                                         |        |

### 道路的位置關係
國道16號方向
（觀音崎方向）橫濱橫須賀道路 - 橫濱新道 - 保土谷繞道（八王子方向）

## 車道、最高速度
| 區間              | 區間                           | 車道 上下線=上行線+下行線       | 最高速度 |
| ----------------- | ------------------------------ | ------------------------------- | -------- |
| 本線              | 狩場系統交流道－佐原交流道     | 4=2+2                           | 80km/h   |
| 本線              | 佐原交流道－馬堀海岸交流道     | 2=1+1 （暫時2車道 / 設計4車道） | 70km/h   |
| 金澤支線          | 釜利谷系統交流道－並木交流道   | 4=2+2 （暫時4車道 / 設計6車道） | 80km/h   |
| 國道16號 橫濱新道 | 新保土谷交流道－狩場系統交流道 | 5=3+2                           | 80km/h   |

## 其他

### 收費
橫濱橫須賀道路自2009年3月起適用ETC優惠。
以下ETC優惠內容與收費為2014年7月資料。
ETC優惠
深夜優惠、假日優惠
平日
深夜優惠：0時 - 4時　全車種：30%優惠
周六日、假日
假日優惠：全日　普通車、輕型車等：30%優惠

### 路線巴士
- 機場連絡巴士（日语：リムジンバス）
  - 藤澤站、大船站 - 羽田機場線：狩場交流道 - 日野交流道
  - 鎌倉站、大船站 - 羽田機場線：狩場交流道 - 日野交流道
  - 港南台站、戶塚站 - 羽田機場線：港南台交流道 - 並木交流道
- 高速巴士
  - 橫濱站東口（YCAT（日语：横浜シティ・エア・ターミナル）） - 電力中央研究所（日语：電力中央研究所）、佐島Mariner線：並木交流道 - 逗子交流道
  - 橫濱站東口（YCAT）- 橫須賀市民醫院線：並木交流道 - 衣笠交流道
  - 橫濱站東口（YCAT）- 葉山線：並木交流道 - 逗子交流道

## 外部連結
- 東日本高速道路株式會社 （页面存档备份，存于）
  - 橫濱橫須賀道路全線開通 （页面存档备份，存于）